# Youlia Fedossova
Youlia Fedossova (russisch Юлия Федосова, wiss. Transliteration Julija Fedossowa; * 1. Juli 1988 in Nowosibirsk, Sowjetunion) ist eine ehemalige französische Tennisspielerin.

## Karriere
Youlia Fedossova, die im Alter von drei Jahren mit ihren Eltern nach Frankreich kam, begann mit acht Jahren mit dem Tennissport. Sie gewann in ihrer Profikarriere vier Doppeltitel bei ITF-Turnieren. Auf der WTA Tour blieb sie ohne Erfolg.
Elfmal gelang ihr in der Einzelkonkurrenz bei Grand-Slam-Turnieren der Einzug ins Hauptfeld. Dabei konnte sie zweimal in die zweite Runde vorstoßen, 2006 bei den US Open und 2007 bei den Australian Open.
Ihren letzten Auftritt auf der Damentour hatte sie im Januar 2011 bei einem ITF-Hallenturnier in Frankreich, wo sie ihre Partie gegen Annika Beck nach verlorenem ersten Satz aufgab.

## Turniersiege

### Doppel
| Nr. | Datum        | Turnier          | Kategorie   | Belag     | Partnerin       | Finalgegnerinnen                   | Ergebnis         |
| --- | ------------ | ---------------- | ----------- | --------- | --------------- | ---------------------------------- | ---------------- |
| 1.  | Februar 2009 | Grenoble         | ITF $10.000 | Hartplatz | Virginie Pichet | Marija Kondratjewa Sophie Lefèvre  | 6:3, 6:3         |
| 2.  | April 2009   | Tessenderlo      | ITF $25.000 | Sand      | Virginie Pichet | Stefania Boffa Darija Jurak        | 7:5, 6:3         |
| 3.  | Oktober 2009 | Joué-lès-Tours   | ITF $50.000 | Hartplatz | Selima Sfar     | Stéphanie Cohen-Aloro Aurélie Védy | 4:6, 6:0, [10:8] |
| 4.  | Oktober 2010 | Clermont-Ferrand | ITF $25.000 | Hartplatz | Iryna Brémond   | Elixane Lechemia Alizé Lim         | 7:65, 6:3        |